# ألبرتو غوميز غوميز
ألبرتو غوميز غوميز (بالإسبانية: Alberto Gómez Gómez)‏ هو رسام كولومبي، ولد في 12 ديسمبر 1956 في بوغوتا في كولومبيا.